# Ирска на Светском првенству у атлетици на отвореном 2019.
Ирска је учествовала на 17. Светском првенству у атлетици на отвореном 2019. одржаном у Дохи од 27. септембра до 6. октобра седамнаести пут, односно учествовала је на свим првенствима до данас. Репрезентацију Ирске представљало је 8 учесника (5 мушкараца и 3 жене) који су се такмичили у 8 дисциплина (5 мушких и 3 женске).,
На овом првенству такмичари Ирске нису освојили ниједну медаљу. У табели успешности према броју и пласману такмичара који су учествовали у финалним такмичењима (првих 8 такмичара) Ирска је са једним учесником у финалу делила 58. место са 3 бода.
| Плас. | Земља | 1. место | 2. место | 3. место | 4. место | 5. место | 6. место | 7. место | 8. место | Бр. финал. | Бод. |
| ----- | ----- | -------- | -------- | -------- | -------- | -------- | -------- | -------- | -------- | ---------- | ---- |
| =58.  | Ирска | 0        | 0        | 0        | 0        | 0        | 1        | 0        | 0        | 1          | 3    |

## Учесници
| Мушкарци: - Марк Инглиш — 800 м - Стивен Скалион — Маратон - Томас Бар — 400 м препоне - Алек Рајт — 20 км ходање - Брендан Бојс — 50 км ходање | Жене: - Фил Хили — 200 м - Ciara Mageean — 1.500 м - Мишел Фин — 3.000 м препреке |

## Резултати

### Мушкарци
| Атлетичар      | Дисциплина    | Лични рекорд | Квалификације | Квалификације | Полуфинале           | Полуфинале           | Финале               | Финале       | Детаљи |
| Атлетичар      | Дисциплина    | Лични рекорд | Резултат      | Место         | Резултат             | Место                | Резултат             | Место        | Детаљи |
| -------------- | ------------- | ------------ | ------------- | ------------- | -------------------- | -------------------- | -------------------- | ------------ | ------ |
| Марк Инглиш    | 800 м         | 1:44,84      | 1:47,25       | 7. у гр. 4    | Није се квалификовао | Није се квалификовао | Није се квалификовао | 32 / 44 (46) |        |
| Стивен Скалион | маратон       | 2:14:34      |               |               |                      |                      | 2:21:31              | 43 / 55 (73) |        |
| Томас Бар      | 400 м препоне | 47,97 НР     | 49,41 КВ      | 2. у гр. 1    | 49,02 ЛРС            | 4. у гр. 3           | Није се квалификовао | 11 / 38 (39) |        |
| Алек Рајт      | 20 км ходање  | 1:20:50      |               |               |                      |                      | 1:37:33              | 31 / 40 (53) |        |
| Брендан Бојс   | 50 км ходање  | 3:48:13      | 4:07:46       | 6 / 28 (46)   |                      |                      |                      |              |        |

### Жене
| Атлетичарка   | Дисциплина       | Лични рекорд | Квалификације | Квалификације | Полуфинале            | Полуфинале            | Финале                | Финале       | Детаљи |
| Атлетичарка   | Дисциплина       | Лични рекорд | Резултат      | Место         | Резултат              | Место                 | Резултат              | Место        | Детаљи |
| ------------- | ---------------- | ------------ | ------------- | ------------- | --------------------- | --------------------- | --------------------- | ------------ | ------ |
| Фил Хили      | 200 м            | 22,99        | 23,56 (.551)  | 5. у гр. 1    | Није се квалификовала | Није се квалификовала | Није се квалификовала | 37 / 43 (48) |        |
| Ciara Mageean | 1.500 м          | 4:01,21      | 4:04,18 КВ    | 5. у гр. 1    | 4:15,49 КВ            | 5. у гр. 1            | 4:00,15 ЛР            | 10 / 43 (44) |        |
| Мишел Фин     | 3.000 м препреке | 9:41,23      | 9:47,44       | 9. у гр. 2    |                       |                       | Није се квалификовала | 30 / 42 (43) |        |